# Henry Ford
Henry Ford (ur. 30 lipca 1863 w Dearborn, zm. 7 kwietnia 1947 w Detroit) – amerykański przemysłowiec, inżynier oraz założyciel Ford Motor Company.

## Życiorys
Jego matką była Mary Litogot, potomkini imigrantów z Belgii, a ojcem William Ford pochodzący z hrabstwa Cork w Irlandii, dokąd jego przodkowie przybyli z południowej Anglii. Zafascynowany techniką, Ford odbywał praktyki w różnych warsztatach mechanicznych, m.in. zegarmistrzowskich. Analizował wówczas możliwości uruchomienia masowej produkcji tanich zegarków. W 1896 zbudował pierwszy prototyp własnego samochodu. W 1899 był jednym ze współzałożycieli przedsiębiorstwa Detroit Automobile Company, później przekształconego w Cadillac Motor Company. Wkrótce po założeniu przedsiębiorstwa poróżnił się ze współudziałowcami co do strategii rozwoju, dlatego sprzedał swe udziały. Henry Ford był zwolennikiem produkcji dużej liczby tanich samochodów.
Ford wkroczył w gorączkowy okres rozwoju motoryzacji, nad którym pracowało już wiele nowo powstałych przedsiębiorstw. Zrewolucjonizował system produkcji aut, wprowadzając ruchomą taśmę produkcyjną i trzyzmianowy dzień pracy. Szybko pokonał konkurencję, wprowadzając w 1907 Forda T i ograniczając produkcję wyłącznie do jednego modelu i koloru czarnego. Dzięki temu był w stanie zredukować cenę i uczynić auto dostępnym dla robotników amerykańskich. Do zakończenia produkcji w 1927 wyprodukowano w sumie ponad 15 milionów Fordów T.
Wśród jego wspólników znaleźli się bracia Dodge. Ford uzgodnił z nimi, że należny im dług zamienią na udziały w firmie Forda.
Początkowo sprawdzał osobiście każdy wyprodukowany samochód (potwierdzając to własnoręcznym podpisem Ford), nie zważając czasami na wywołane tym opóźnienia w wysyłce zamówionych wozów.
Mimo braku formalnego wykształcenia technicznego miał duże doświadczenie praktyczne i intuicję techniczną, dlatego często ingerował w pracę konstruktorów fabrycznych lub wręcz pracowali oni pod jego bezpośrednim kierownictwem.
Powszechna dostępność aut Forda zrewolucjonizowała układy społeczne w USA, umożliwiając zasiedlanie przedmieść wielkich miast jak Nowy Jork czy Detroit, jak też zasiedlanie zapomnianych terenów, jak Floryda (patrz: huragan w Miami Beach w 1926). Ford wpłynął też na układy ekonomiczne USA (kredyty na auta).
Ford założył fabrykę ciężarówek w Kolonii w Niemczech, która jako jedyna fabryka będąca własnością kapitału zagranicznego nie została przejęta przez państwo podczas II wojny światowej. Po wojnie Ford złożył roszczenie wobec rządu USA o odszkodowanie za zbombardowanie fabryki w Kolonii w czasie wojny i otrzymał 10 milionów dolarów rekompensaty.
Porażką Forda było założenie w 1927 własnego osiedla w Brazylii – Fordlandii.
Henry Ford był fundatorem trzeciej statuetki Pucharu Gordona Bennetta, którą wręczano zwycięzcom zawodów balonowych od 1929 roku. Statuetkę na własność zdobyli w 1932 roku podczas XX zawodów zawodnicy USA. Obecnie jest ona prezentowana na wystawie Wczesne loty w National Air and Space Museum w Waszyngtonie.

## Poglądy
Henry Ford założył Dearborn Publishing Company, które wydawało gazetę The Dearborn Independent. Gazetę wykorzystywał do głoszenia poglądów antysemickich, drukując serie artykułów pt. „Międzynarodowy Żyd, najważniejszy problem świata” (The International Jew, the World’s Foremost Problem). Artykuły były przedrukowywane w formie książkowej i rozprowadzane po świecie w ogromnych nakładach. 
Antysemickie poglądy Forda zwróciły uwagę Adolfa Hitlera, dla którego Ford stał się inspiracją. Po dojściu do władzy Hitlera obaj zostali przyjaciółmi. W 1939 roku Ford przekazał Hitlerowi prezent urodzinowy w wysokości 35 tysięcy marek. Hitler odznaczył Forda wysokim orderem III Rzeszy – Orderem Orła Niemieckiego. Przywódca NSDAP posiadał w gabinecie tylko jeden portret i był to portret Forda. Książkowe wydanie Międzynarodowego Żyda doczekało się w Niemczech ponad 25 wydań.
Ford propagował pacyfizm. Był także przeciwnikiem związków zawodowych – uznał je w swoich zakładach dopiero w 1941 po strajku w fabryce River Rouge i po kilku procesach sądowych.
Henry Ford był fundatorem the Ford Foundation i wolnomularzem.
W 1914 opublikowano jego skierowaną do młodzieży książkę, zatytułowaną The Case Against the Little White Slaver. Książka dotyczyła zagrożeń dla zdrowia powodowanych przez palenie tytoniu.

## Książki
- Henry Ford The Case Against the Little White Slaver, Detroit: Henry Ford, 1914, revised 1916 wersja internetowa
- H. Ford: Międzynarodowy Żyd. Najważniejsze zagadnienia wszechświatowe, tłum. Anna Szottowa, Wyd. Ojczyzna, Warszawa 1998, s. 414.
- H. Ford: Moje życie i dzieło, Wyd. Instytut Praktycznej Edukacji, Osielsko 2007, s. 336. (I wydanie amerykańskie 1922)
- H. Ford: Today and Tomorrow. Wyd. Productivity Press, 1988, s. 286